# Гребля Уізерт
Гребля Уізерт (Ouizert) – гідротехнічна споруда на півночі Алжиру.
Греблю спорудили в 1986 році на уеду Сіді-Брахім (Sidi Brahim), правому витоку уеду Ель-Хаммам, який впадає до Середземного моря за півсотні кілометрів на схід від Орану. При цьому нижче по сточищу на Ель-Хаммам споруджені греблі Буханіфія та Фергуг. Водозбірний басейн вище від споруди складає 2100 км2 із середнім рівнем опадів 282 мм на рік, а її головним призначенням є водопостачання та іригація.
В межах проекту долину уеду перекрили земляною греблею висотою 60 метрів та довжиною 950 метрів. Водоскид греблі розрахований на перепуск під час повені 2400 м3/с, крмі того існує нижній спуск продуктивністю 100 м3/с.
Гребля утворила водосховище об’ємом 100 млн м3 із нормальним рівнем поверхні на позначці 448 метрів НРМ (під час повені рівень може зростати до 449,8 метра НРМ).